# Save You
Save You is een single van de Canadese rockband Simple Plan, afkomstig van het gelijknamige album. Het was officieel aangekondigd als de derde single, in een bericht aan de SP Crew, de officiële fanclub van de band.
Leadzanger Pierre Bouvier vertelde in interviews dat het nummer over zijn broer gaat, die op dat moment vocht met kanker.

## Videoclip
De videoclip werd opgenomen in september 2008 en kwam op 24 oktober van datzelfde jaar uit. In de clip is de band te zien die aan het spelen is. Vervolgens zijn beelden te zien van kankerpatiënten die op de grond liggen, naarmate de clip vordert komen ze overeind. Aan het eind zijn hun namen te lezen. Enkele figuranten zijn familieleden of bekenden van de bandleden die met kanker in aanraking zijn gekomen. Andere mensen die voorkomen in de clip zijn onder andere Sharon Osbourne, Delta Goodrem, Saku Koivu en Bif Naked.

## Tracklist
| Nr. | Titel                       | Duur |
| --- | --------------------------- | ---- |
| 1.  | Save You                    | 3:45 |
| 2.  | Welcome to My Life (Live)   | 5:06 |
| 3.  | Addicted (Akoestisch, Live) | 3:54 |

## Charts
Het nummer kwam binnen op plek 88 in de Canadian Hot 100, nog voordat het als single was uitgegeven. Tegen de tijd dat de single op 19 oktober 2008 uitkwam als iTunesdownload stond hij al in de top 40. In de eerste week na de uitgave werd het nummer zeven duizend keer gedownload, en steeg hij direct naar plek 18. Het was de derde top 20-hit in hun eigen land van het laatste album.
In Australië bereikte het nummer de 92e positie, in Canada de 18e. In Nederland en België werden de hitlijsten niet bereikt.